# Глотовка (Ульяновская область)
Гло́товка — посёлок городского типа в Инзенском районе Ульяновской области России. В настоящее время является центром Глотовского городского поселения. Железнодорожная станция на линии Инза — Ульяновск.

## Название
До основания посёлка Глотовка, в 6 км уже существовала одноимённая деревня Глотовка (имение помещика Глотова) (ныне, с 1959 г. в составе с. Зимнёнки), от которой было и позаимствованное название «Глотовка».

## История
Более 100 лет назад, на том месте, где сейчас находится рабочий посёлок Глотовка, стоял непроходимый лес. Принадлежали эти леса помещику Глотову. У него было много земли. Часть своего имени, более 5600 десятин, он продал другому помещику — Родионову.
В связи со строительством железнодорожной ветки Инза - Симбирск, проходившей через имение помещика Глотова (позднее Родионова), в  (в данный момент находится в заброшенном состоянии)1899 году была основана Глотовка как посёлок железнодорожной станции.
Станция носила имя помещика Родионова, но дети Глотова просили Н. К. фон Мекка, возглавлявшего строительство железнодорожной линии Инза — Симбирск, назвать станцию именем их отца.
Население посёлка Глотовки состояло в основном из железнодорожных рабочих. Первыми поселенцами были Лисов Матвей, Скрипкин Петр, Понкрашкин Василий.
На месте современной почты торговал в своей лавочке купец Долганов.
Пекарни в посёлке не было. На углу современных улиц Советской и Ленина жили Тимошины, они пекли и продавали хлеб. Позднее недалеко от станции была построена маленькая пекарня — хлеб выпекал частный торговец.
В живописном районе на окраине Глотовки, где находится детский оздоровительный лагерь, называемый ранее пионерским лагерем «Берёзка», была дача лесопромышленника Солнецева.
Официальная дата основания посёлка считается — 1899 год, когда посёлок возник как железнодорожная станция «Глотовка» на ветки «Инза—Симбирск-1», Московско-Казанской железной дороги, в 6 км от деревни Глотовка.
В 1904 году лесопромышленник Барышев построил в Глотовке лесопильный завод. С западной стороны завода было несколько родников, самый большой из них назывался  «Барышком» по фамилии хозяина завода Барышева. В 1914 году Барышев продал завод лесопромышленнику Каверину.
В 1910 году из Нижнего Новгорода приехал другой богатый предприниматель Пряничников и купил большую часть Глотовского лесного массива. Он построил для себя, бухгалтера и кассира большой дом, часть которого сохранилась до настоящего времени на улице Горького, 41. В этом же году в посёлке была построена начальная школа, в которой обучались сначала учащиеся 1-го класса, позднее - 2, 3, 4 классов.
В 1913 год на станции «Глотовка» в 4 дворах жило 35 человек, а в посёлке при станции «Глотовка» — в 40 дворах 250 человек, есть церковно-приходская школа.
Во время гражданской войны 1918-1919 гг. на железнодорожной станции «Глотовка» проходили кровопролитные бои. Весной 1919 года началось наступление Колчака и Деникина.
В Поволжье вспыхнуло сильное по размаху кулацкое восстание, известное под названием «чапанной войны», которое охватило и Глотовку. 
В 1924 году посёлок при станции Глотовка входила в Шарловский с/с.
С 1925 года населению посёлка начинает оказываться медицинская помощь. Строится больница на том месте, где в последнее время находился молельный дом.
В 20-е годы XX века возникла воинская часть, существующая до сих пор (Военная часть № 58661-85, до 19.02.2016 г. - в/ч 55448; Глотовка-25, 101 Арсенал ГРАУ).
В Глотовке до середины 1990-х годов функционировал деревообрабатывающий комбинат, включавший полный цикл деревообработки — от выращивания леса до продажи готовой деревянной продукции. Именно эти три предприятия — деревообрабатывающий комбинат, железнодорожная станция и воинская часть стали базой для динамичного развития поселка в советские годы. Была создана соответствующая инфраструктура, включавшая школу, школу искусств, 2 больницы (поселковую и железнодорожную), дом культуры, общественную библиотеку, клуб в воинской части (с кинозалом, библиотекой), дом бытового обслуживания, почтамт, телеграф, сберегательную кассу, несколько магазинов, пионерский лагерь.
В 1938 году Глотовка получила статус посёлка городского типа.
В 1947 году в посёлке открывается аптека, увеличивается пропускная  способность железнодорожной станции.
С 1963 по 1965 гг. в Инзенском промышленном районе.
В 1995 году протоиереем Николаем Федотовым по благословению правящего архиерея начато строительство деревянного храма. 12 июня 1997 года храм был освящён.
В Глотовке действует водопровод, центральные улицы посёлка асфальтированы. В 1998 году построена асфальтированная дорога, соединившая Сосновку с Глотовкой и Базарным Сызганом. Здесь, в Глотовке родился Герой Советского Союза: Зинин, Андрей Филиппович. В посёлке установлен памятник - обелиск землякам, погибшим в годы войны.
10 декабря 2017 года в посёлке сгорел храм в честь Всех Святых в земле Российской просиявших. В 2021 году церковь отстроили заново и в ней стали проводить службы.
Глотовская школа
Глотовка со времени своего основания была небольшим пристанционным посёлком. Её население в основном состояло из рабочих и служащих железнодорожного транспорта. Но постепенно посёлок разрастается, увеличивается число жителей, возникает необходимость открытия школы.
В 1910 году при активном участии мастера железнодорожной станции Мишутина Николая Федоровича была открыта начальная школа. Сначала был один первый класс. Школа размещалась в доме жандарма (до 1997 года в этом доме находилась сберкасса).
В 1915 году школа переводится в дом лесопромышленника Каверина, который находился на углу улиц Советской и Куйбышева.
В 1926 году школу переводят в здание, находящееся в юго-западной части посёлка и долгое время, именовавшееся железнодорожной школой. Число классов в школе увеличивается, начальная школа перерастает в неполную среднюю школу.
В начале 40-х годов директором школы работал Простоханов Фёдор Николаевич, незаконно репрессированный в 1934 году и реабилитированный в 1938 году. Его имя занесено в Книгу памяти Инзенского района.
В 1943 году школа впервые выпускает 10 классов, она становится  средней железнодорожной школой.
В 1950 году открывается в посёлке восьмилетняя школа, так как средняя школа не могла вместить всех детей посёлка. Для школы было построено здание по соседству со средней школой.
В 1956 году в северо-восточной части посёлка было возведено большое трёхэтажное здание, и в нём разместилась школа-интернат для приезжих детей железнодорожной станции Ульяновской области, но в 1969 году эта школа закрывается, а в здание школы - интернат переводится средняя школа.
В 1978 году происходит реорганизация восьмилетней школы, она вливается в состав средней школы. Школа в посёлке уже одна, но не железнодорожная, она находится в ведении Министерства просвещения.
С 1989 года школа переводится на 11-летний курс обучения учащихся.
На протяжении многих лет школу возглавляла директор  Митрофанова Валентина Ивановна, Указом Президента РФ «О награждении государственными наградами Российской Федерации» за заслуги в обучении и воспитании учащихся и многолетний добросовестный труд ей присвоено почётное звание «Заслуженный учитель РФ». В 2011 году ушла на заслуженный отдых.
В настоящее время (05.2022) директором школы является Колпакова Юлия Евгеньевна.
Медицина в посёлке
Медицинская помощь населению Глотовки стала оказываться с 1925 года. В 1930 году в посёлок приезжает Н.С. Сафотеров, который принимал больных сначала у себя на дому. Сменила его врач Митрофанова Клавдия Павловна. Глотовцы помнят врача Дятлову Зинаиду Федоровну, Щербакову Розу Моисеевну. 41 год проработала в Глотовской больнице заслуженный врач Жеманова Ольга Максимовна. В 1988 году построена в Глотовке типовая амбулатория  при прямом участии врача Головиной Татьяны Степановны. С 2005 года  по март 2013 ГУЗ Инзенская ЦРБ Глотовскую участковую больницу возглавляла врач - терапевт  Горелышева Татьяна Александровна.
С марта 2013 года возглавляла Глотовскую участковую больницу Горелышева Елена Ивановн
С 1980 года в поселке работает станция скорой помощи.
С целью удобства для населения, для больных в Глотовке в 1947 году открывается аптека. И первой заведующей была Зимина Антонина Алексеевна. Всю свою трудовую деятельность отдали аптечному делу  Ермошина  Нина Петровна, Ощепкова Антонина Степановна.
В 1988 году построена в Глотовке типовая амбулатория  при прямом участии врача Головиной Татьяны Степановны. С 2005 года  по март 2013 ГУЗ Инзенская ЦРБ Глотовскую участковую больницу возглавляла врач - терапевт  Горелышева Татьяна Александровна.
С марта 2013 года возглавляла Глотовскую участковую больницу Горелышева Елена Ивановна.

## Население
- В 1780 году в селе жило: помещиковых крестьян — 75, однодворцев — 5[8].
- В 1859 году в деревне  в двадцать дворов с населением 145 человек, из которых 71 — мужского пола, 74 — женского[9].
- В 1897 году в деревне Глотовка в 42 дворах жило 281 человек[10].
- В 1903 году в дер. Глотовке (при рч. Шарлавке) в 32 дворах — 147 м. и 143 ж.[11]
- К 1913 году, по данным Симбирского губернского статистического комитета, население Глотовки составляло 300 человек: 155 мужчин и 145 женщин[12][13], а на ж/д станции — 35, в посёлке при станции — 250[3].
- По данным клировой ведомости за 1915 год, в деревне Глотовка насчитывался 71 двор: 205 человек мужского населения, 190 — женского[13].
- Население 2796 жителей (2009 год)
- По состоянию на 1 января 2016 года численность населения Глотовки составляла 2083 человека[13].

## Известные уроженцы и жители посёлка
- В посёлке Глотовка родился Мишутин, Александр Николаевич — Первый заместитель Генерального Прокурора СССР.
- Шидловский, Андрей Борисович — русский советский математик. Жил с семьёй[14].

## Экономика
Основное место работы населения — воинская часть. Также действует железнодорожная станция, дающая около ста рабочих мест. С закрытием лесообрабатывающего комбината лесная отрасль стала ограничиваться выращиванием и добычей леса, а также его первичной переработкой (производство досок, бруса и т. д.) несколькими частными предпринимателями. Остальное население работает в государственных и муниципальных предприятиях, а также в сфере частной торговли.
Сельское хозяйство ограничено огородничеством (ввиду низкого качества местной почвы).

## Достопримечательности
- «Водонапорная башня»,1898 г. — объект культурного наследия Ульяновской области (Распоряжением Главы администрации Ульяновской области № 959-Р от 29.07.1999 г.)

Здание представляет собой сооружение, сделанное из кирпича, имеющее в плане форму цистерны и немного расширяющееся кверху, как башня. Украшением служат окна, разной высоты в каждом ярусе и кирпичный декор. Представляет собой образец инженерно-технической и промышленной архитектуры. Подобные башни были установлены в конце XIX в.- начале XX в. на крупных железнодорожных станциях Симбирской губернии.
- Памятник «Жителям р.п. Глотовка, погибшим в годы Великой Отечественной войны 1941-1945 гг.» (2006)[16].
- Стела в честь 30-летия победы в ВОВ (1975)[17].
- В 2010 году в с. Глотовка был установлен бюст Герою Советского Союза Андрею Филипповичу Зинину[18].

## Галерея

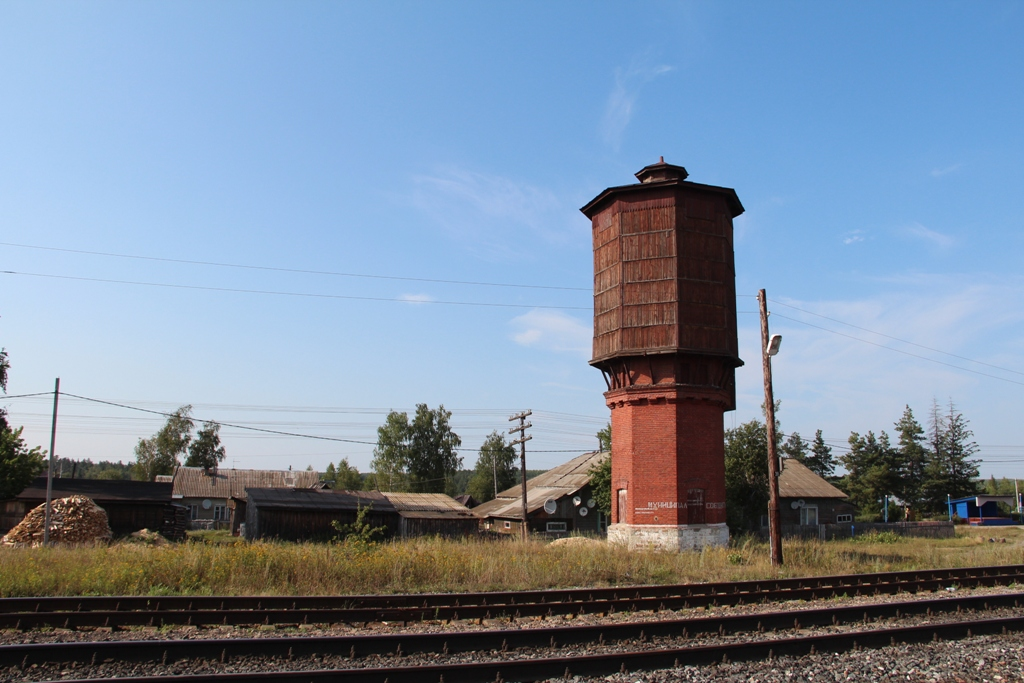
Водонапорная башня Глотовка.
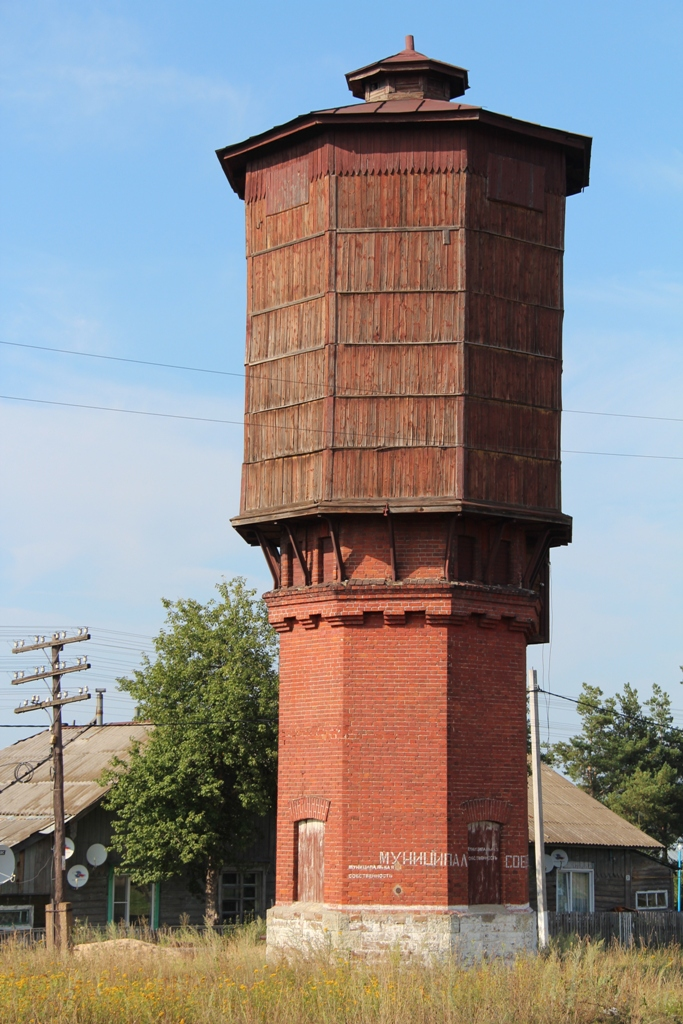
Водонапорная башня.
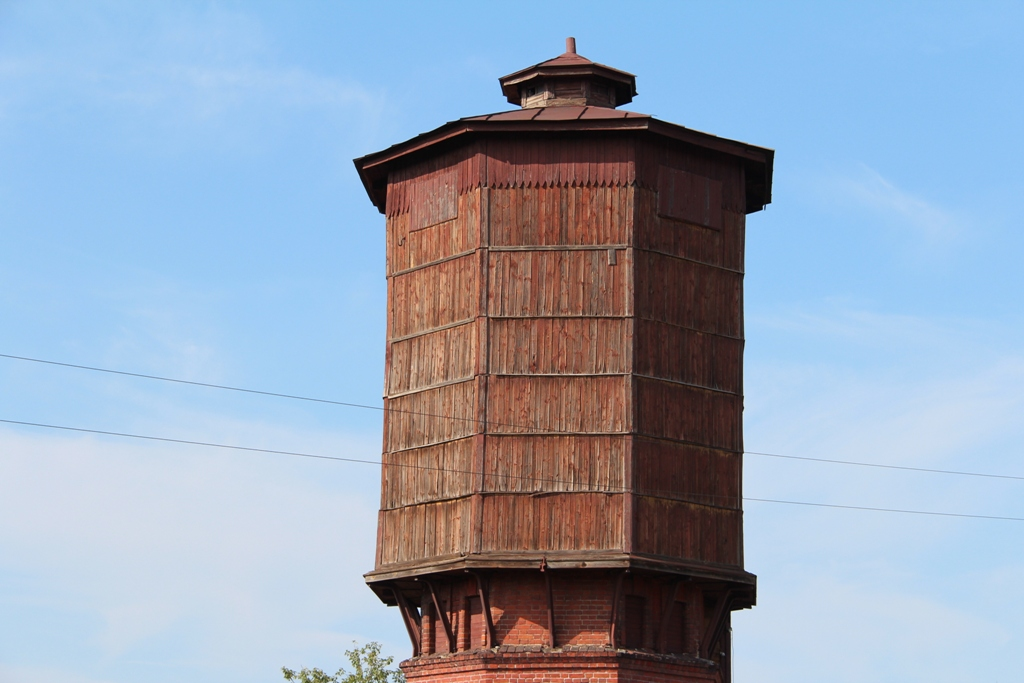
Водонапорная башня.
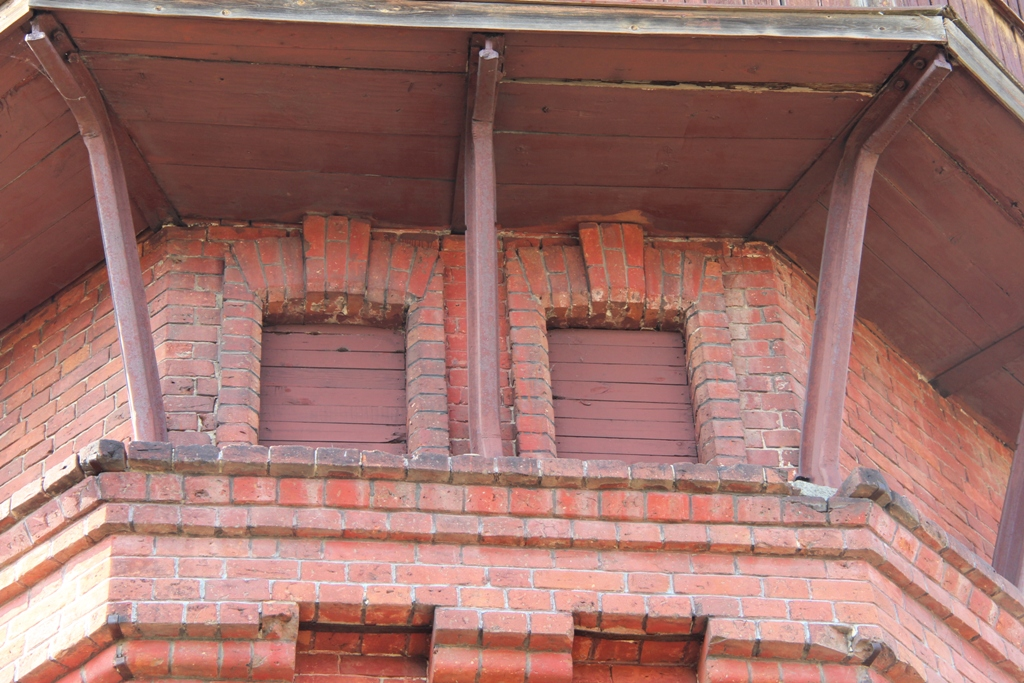
Водонапорная башня (вид вблизи).